# جاش کالن
جاش کالن (انگلیسی: Josh Cullen؛ زادهٔ ۷ آوریل ۱۹۹۶) بازیکن فوتبال اهل بریتانیا است.
از باشگاه‌هایی که در آن بازی کرده‌است می‌توان به باشگاه فوتبال چارلتون اتلتیک، باشگاه فوتبال بولتون واندررز، باشگاه فوتبال اندرلشت، باشگاه فوتبال وستهام یونایتد، و باشگاه فوتبال برادفورد سیتی اشاره کرد.
وی همچنین در تیم‌های ملی فوتبال England national under-16 football team, Republic of Ireland national under-19 football team، زیر ۲۱ سال جمهوری ایرلند، و جمهوری ایرلند بازی کرده‌است.